# S.S.D. Eretum Monterotondo Calcio
Eretum Monterotondo Calcio, được biết đến với cái tên Eretum Monterotondo là một câu lạc bộ bóng đá Ý có trụ sở tại Monterotondo, thuộc thủ đô Rome của thành phố Rome (tỉnh Rome cũ). Eretum Monterotondo đã được thành lập vào năm 2016 bởi sự hợp nhất của ASD Monterotondo Calcio và ASD Eretum. ASD Monterotondo Calcio, được thành lập vào năm 2013 bởi sự hợp nhất của ASD Città di Marino Calcio và ASD Atletico Monterotondo. Tuy nhiên, đội tự coi mình là kế thừa của Polisportiva Monterotondo Calcio, ban đầu được thành lập vào năm 1935. Đội, được biết đến với cái tên Polisportiva Monterotondo Lupa vào năm 2013, đã được chuyển đến Maccarese để tuyên bố là người kế thừa của một đội khác, AS Giada Maccarese.

## Lịch sử
ASD Atletico Monterotondo là một đội từ Monterotondo.
Trong mùa giải 2012-13, câu lạc bộ đã hoàn thành vị trí thứ 10 ở nhóm B 2012-13 Prima Categoria Lazio, một vị trí cao hơn AS Eretum. Bộ phận này là cấp cao thứ 8 trong kim tự tháp giải đấu bóng đá Ý và cấp thứ 3 từ dưới lên tại thời điểm đó.
Vào cuối mùa 2012-13, đội bóng lớn của thành phố, Polisportiva Monterotondo Lupa, đã bán vị trí của mình ở Serie D, bằng cách chuyển đến và đổi tên thành Maccarese, thay thế cho ASD Maccarese Calcio. Serie D, hay bộ phận cao thứ 5 tại thời điểm đó, thấp hơn một bậc so với bộ phận chuyên nghiệp thấp nhất, Lega Pro Seconda Divisione. Tuy nhiên, cùng lúc đó, Atletico Monterotondo đã được sáp nhập với một đội khác cũng đến từ tỉnh Rome, ASD Città di Marino Calcio. Città di Marino đã tham gia vào 2012-13 Serie D và xuống hạng 2013-14 Eccellenza Lazio. Đội bóng lớn mới của thành phố có tên là ASD Monterotondo Calcio. Số đăng ký mới của câu lạc bộ là 937.688.
Về thành phố, chỉ có đội từ Marino biến mất trong những cuộc xáo trộn. Hai sự tái định cư đã khiến Maccarese "thăng hạng" lên Serie D một cách hiệu quả bằng cách sử dụng vị trí của Monterotondo Lupa; Monterotondo giữ lại ở Eccellenza Lazio bằng cách sử dụng vị trí của Marino (cũng như việc nhảy Atletico Monterotondo từ cấp 8 lên cấp 6). Trong khi vị trí ban đầu của Maccarese ở Promozione Lazio, đã trở thành ASD Trastevere Calcio. Một tên của Trastevere, ASD Trastevere FC, đã tham gia vào Terza Cargetoria Rome Group C, bộ phận thấp nhất trong toàn bộ kim tự tháp giải đấu bóng đá mùa 2012 201213.
Vào năm 2014, câu lạc bộ đã xuống hạng từ 2013–14 Eccellenza Lazio. Tuy nhiên, câu lạc bộ sau đó đã trở thành một đội bóng của 2014–15 Eccellenza Lazio  để lấp chỗ trống của Rieti.
Năm 2016, ASD Monterotondo Calcio đã được sáp nhập với ASD Eretum đã nói ở trên. Số đăng ký mới của câu lạc bộ là 945.120. Logo mới của đội mới, ASD Eretum Monterotondo, đặc trưng năm 2016 trên đó, thay vì năm khác, chẳng hạn như sáp nhập năm 2013 hoặc ngày thành lập Polisportiva Monterotondo Calcio vào năm 1935. Logo cũng giống với logo của thành phố.
Eretum Monterotondo đã thay đổi sự kết hợp của nó từ associazione sportiva dilettantistica  để società sportiva Dilettantistica một responsabilità limata trong khoảng năm 2017. Thay đổi tên thành SSD a rl Eretum Monterotondo Calcio, cũng đã được Liên đoàn bóng đá Ý phê duyệt vào năm 2017.
Vào tháng 6 năm 2017, Eretum Monterotondo đã thuê Fabrizio Perrotti làm huấn luyện viên trưởng. Trong mùa giải tiếp theo, ông được thuê bởi một đội La Mã khác là Trastevere. Claudio Solimina được thuê làm huấn luyện viên trưởng của Eretum Monterotondo vào tháng 6 năm 2018.

## Sân vận động
Eretum Monterotondo đã chơi các trận đấu trên sân nhà của họ trong Stadio Fausto Cecconi. Sân vận động là tên của Fausto Cecconi.

## Tên
Trong 2013–14 Eccellenza Lazio  mùa, đã có một tên, USD Città di Monterotondo. Città di Monterotondo và [new] Monterotondo ở cùng một nhóm. Đội bóng đó cũng đã tham gia vào 2012–13 Eccellenza Lazio  nhưng trong nhóm A; Monterotondo Lupa nằm trong nhóm B.
Năm 2018–19 Eccellenza Lazio  mùa, đã có một người trùng tên Bất Monterotondo Scalo, tọa lạc tại Monterotondo Scalo frazione của Monterotondo. Real Monterotondo và Eretum Monterotondo nằm trong cùng một nhóm. Eretum Monterotondo thua trận derby trên sân nhà mùa đó.